# Blade Runner (série littéraire)
Pour les articles homonymes, voir Blade Runner.
Blade Runner est une série de romans écrits par K.W. Jeter, un auteur américain de science-fiction à la suite du succès du film Blade Runner de Ridley Scott.

## Romans dans l'univers de Blade Runner
Trois romans officiels ont été écrits par K.W. Jeter, un ami de Philip K. Dick. Ces romans suivent la vie de Rick Deckard et tentent de résoudre les différences entre le roman Les androïdes rêvent-ils de moutons électriques ? et le film.

## Éditions
- Blade Runner 2: The Edge of Human (1995).

Titre français : Blade runner 2. Sorti chez J'ai lu collection Millénaires en 1999, et ressorti chez J'ai lu SF (format poche) en 2000.
Synopsis : Deckard a fui Los Angeles avec Rachel, une répliquante de la génération Nexus 6. Elle est maintenue en sommeil dans un cercueil de verre, car sa durée de vie est désormais limitée. Mais de nouveaux réplicants se sont introduits sur Terre. À la demande de Sarah Tyrell, Deckard doit donc reprendre du service. Sarah, la nièce de l'inventeur des Nexus 6, le modèle qui a servi à créer Rachel. Deckard a donc maintenant affaire à la vraie Rachel. Sauf si les apparences le trompent encore une fois…
- Blade Runner 3: Replicant Night (1996).

Titre français : Blade runner 3. Sorti chez J'ai lu SF (format poche) en 2001.
Synopsis : Deckard vit maintenant sur Mars. Il est consultant pour un film racontant sa vie en tant que Blade runner. Mais il doit encore une fois se lancer à la poursuite de réplicants. Et dévoiler certains mystères concernant la fondation de la Tyrell Corporation…
- Blade Runner 4: Eye and Talon (2000), inédit en français.

Synopsis : Par manque de réplicants à "retirer", l'intérêt des blade runners se retrouve amoindri. L'une des derniers blade runners en service, Iris, a pour mission de retrouver la chouette qui fut témoin de la rencontre entre Deckard et Rachel et qui pourrait se révéler être une pièce essentielle pour la Tyrell Corporation.